# William Didier-Pouget
William Didier-Pouget, né à Toulouse le 14 novembre 1864, et mort à Digulleville le 12 août 1959, est un peintre paysagiste français.
Il a essentiellement produit des vues du sud-ouest de la France, privilégiant la lumière et la couleur.

## Biographie

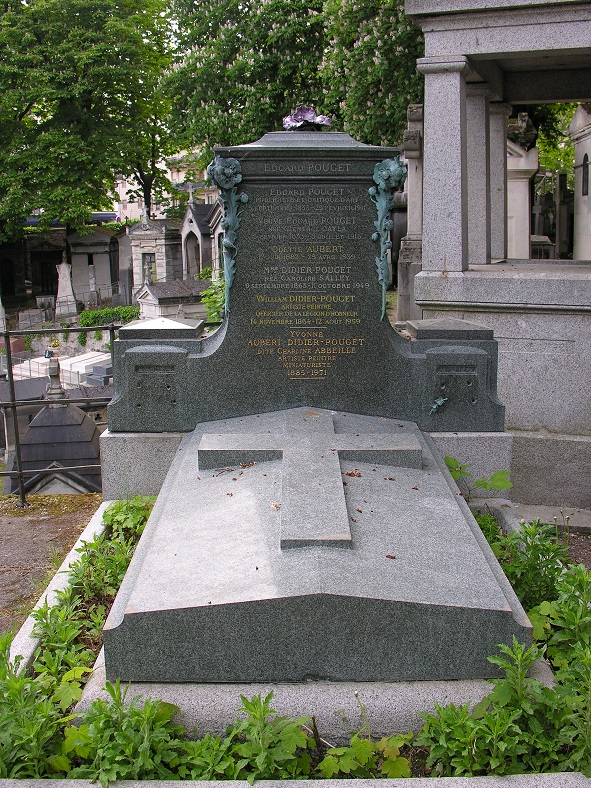
Sépulture au cimetière du Montmartre.

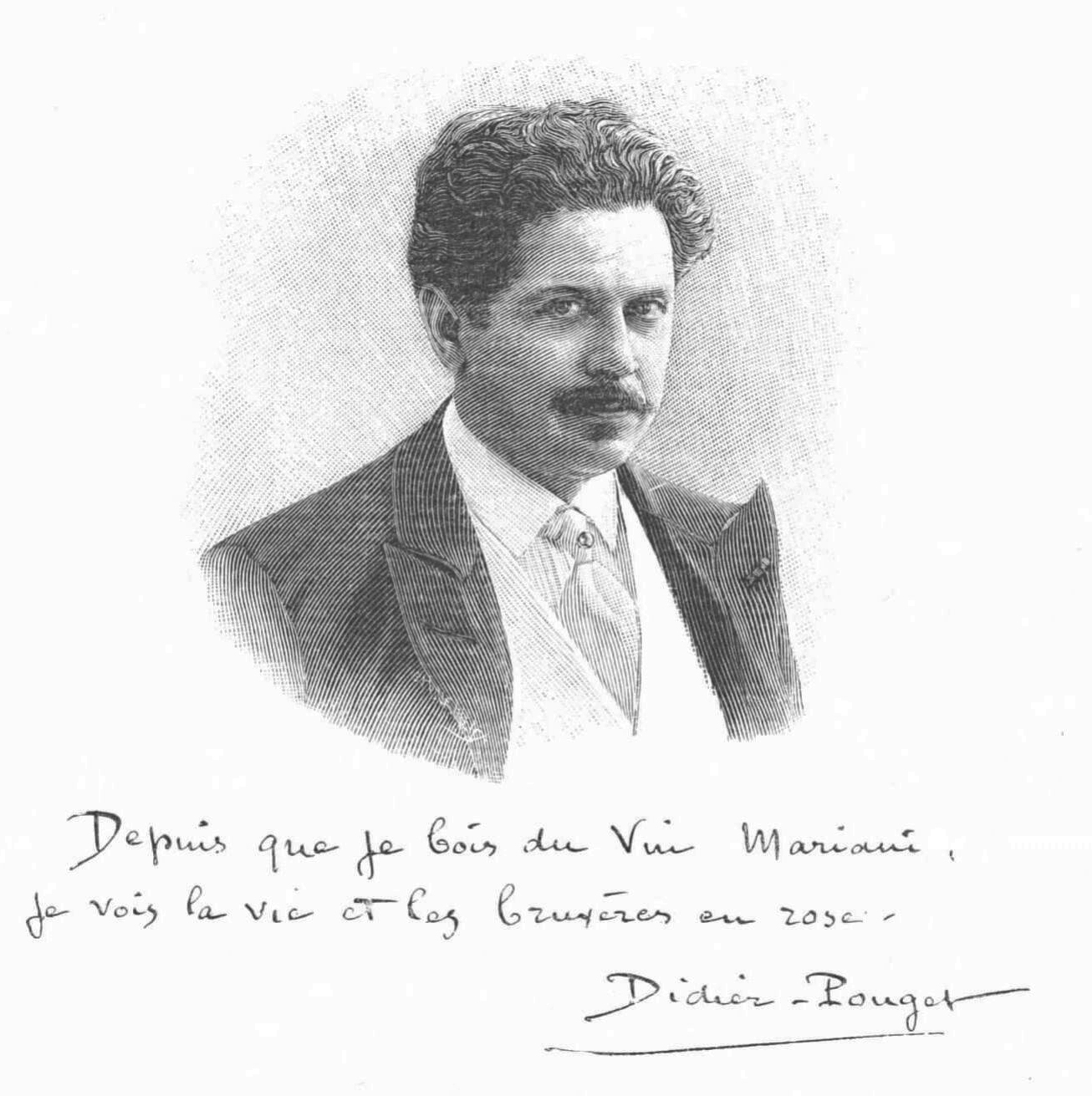
William Didier-Pouget, gravure, 1906, pour lAlbum Mariani.

Enfant trouvé à Toulouse, il est inscrit à l'état civil sous le nom de Didier William, puis est adopté par Antoine Paul Jules Edgard Pouget, publiciste et son épouse Anna Clémence Cayla.
Élève d'Amédée Baudit, Louis-Augustin Auguin et de Maxime Lalanne, la carrière de William Didier-Pouget débute en 1886, lorsque sa toile L’Étang de Cernay est remarquée au Salon des artistes français.
Il est membre de la Société des artistes français, membre de l'École de Crozant et de la Société des peintres de montagne. Lauréat du concours de l'institut au Troyon, il est officier de l'ordre du Nichan Iftikhar (Tunisie), et chevalier de la Légion d'honneur en 1901,,,, puis officier en 1933.
Il obtient une médaille à l'Exposition universelle de 1900 puis remporte une médaille d'or à l'Exposition universelle de 1913 à Gand, en devient membre du jury et est alors classé en hors-concours au Salon des artistes français.
Il épouse en 1906 Caroline Salley (1863-1949) et adopte sa fille Charline Yvonne Aubert, qui prendra pour nom d'artiste Charline Abbeille (1885-1971).
Il est inhumé à Paris le 17 août 1959 au cimetière de Montmartre (5e division).

## Décorations
- Officier du Nichan Iftikhar
- Officier de la Légion d'honneur

## Œuvres dans les collections publiques
- Barbezieux-Saint-Hilaire, musée Gétreaud :
  - Lever de lune sur la lande, 1892, huile sur toile ;
  - Soir d'automne, étang de Treil, vers 1894, huile sur toile ;
  - Bruyères en fleurs, 1895, huile sur toile ;
  - Étang au soleil couchant, 1897, huile sur toile.
- Bordeaux, musée des beaux-arts :
  - Plage au Cap-Ferret, 1887, huile sur bois ;
  - Paysage, huile sur toile.
- Bourgoin-Jallieu, musée de Bourgoin-Jallieu :
- Le passage à niveau, huile sur toile.
- Cahors, musée de Cahors Henri-Martin : La Vallée du Lot, Saint-Cirq-Lapopie, 1904, huile sur toile.
- Mâcon, musée des Ursulines : Crépuscule, 1890, huile sur toile.
- Montpellier, musée Fabre : Bruyères en fleurs, brume du matin, 1899, huile sur toile.
- Paris :
  - musée du Louvre, département des arts graphiques : Les Ajoncs des landes de Gascogne, dessin.
  - Petit Palais : Lande aux bruyères, Plateau de Ger (Hautes-Pyrénées), huile sur toile, 55 × 85 cm.

### Autres œuvres
Citées par René Édouard-Joseph, voir bibliographie, p. 410
- Landes de Gascognes, Ambassade de Saint-Pétersbourg, 1890
- L’Étang d'Azereix au soir, 1893
- Environs de Lourdes au matin, 1895
- Derniers rayons, Ville de Paris, 1896
- Le Plateau à Gers, acquis à l'époque (1930) par le roi Georges Ier de Grèce, 1896
- Environs de Tarbes, 1900
- Saint-Bernard-de-Cominges, 1900
- Vallée de la Dordogne, 1909
- Bruyères en fleurs au matin, Musée Carnegie, 1912
- Paysage limousin, propriété de Raymond Poincaré (1930), 1914

## Salons
- 1910 : Matinée dans le Limousin, Bruyères en fleurs.